# Paysandú (departement)
Paysandú is een departement in het westen van Uruguay aan de Uruguay, grenzend aan Argentinië. De hoofdstad van het departement is de gelijknamige stad Paysandú.
Het departement heeft een oppervlakte van 13.922 km² en heeft 113.124 inwoners (2011). Paysandú is een van de oorspronkelijke, in 1828 gecreëerde, departementen.
In Paysandú bevinden zich enkele populaire kuuroorden, waaronder de Termas de Almirón en de Termas de Guaviyú.
Inwoners van Paysandú worden sanduceros genoemd in het Spaans.